# Ben Bhraggie

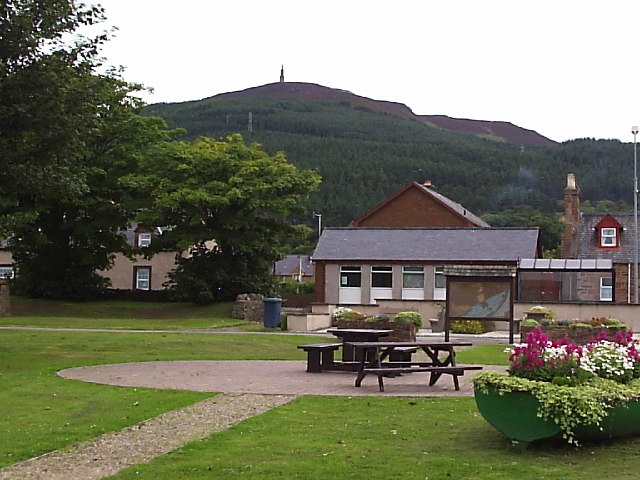
Vistas de la colina Ben Bhraggie desde Golspie

Ben Bhraggie (en escocés: Beinn a' Bhragaidh) es una colina escocesa situada a una altitud de 397 m s. n. m. La colina rodea la localidad de Golspie, y es visible en la mayor parte del este de Sutherland, Tierras Altas.
En el lugar se encuentra una estatua de 100 pies erigida en 1837 en honor a George Leveson-Gower: Marqués de Stafford y Primer Duque de Sutherland que se hizo notorio por sus políticas respecto a los desplazamientos forzosos de las Tierras Altas.

## Historia

### Duque de Sutherland
Leverson-Gower, nacido en 1758 fue hijo del Marqués de Stafford. En 1785 contrajo matrimonio con Elizabeth, hija del Conde de Sutherland. Ella heredó el condado y las demás propiedades abriendo un proceso legal que establecía que los poderes pasasen a las mujeres en equidad con los hombres.

### Desplazamiento forzado de población de las Tierras Altas escocesas delsigloXVIII

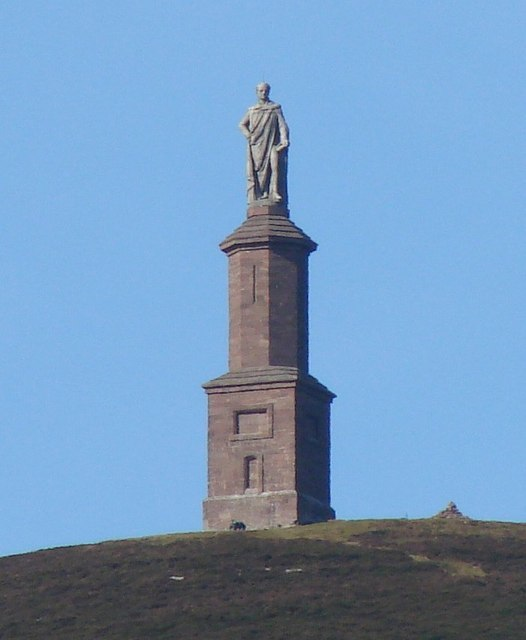
Monumento erigido a Leverson Gower

A principios del siglo XIX, la pareja emprendieron reformas en su hacienda de Sutherland. Tales medidas consistían en expropiación de terrenos y el realojamiento de los ciudadanos de entonces con el pretexto de favorecer el desarrollo económico y social. Esto provocó el declive del Duque, visto con malos ojos por tales reformas.
En el resto de Escocia eran habituales las reformas de reasentamientos, sin embargo este fue más notorio.

### Monumento a George Leveson-Gower
Falleció en julio de 1833 en el castillo de Dunrobin y enterrado en la Catedral de Dornoch. Al año siguiente iniciaron una suscripción para costear un monumento a su memoria. Dada la reputación que tuvo se podría calificar de sorprendente al venir gente de todo el Reino.
La estatua fue esculpida por Sir Francis Chantrey con piedras transportadas hasta la cima con caballos. El monumento recibe el nombre coloquial de "Mannie".

#### Controversias sobre el monumento
La estatua no ha estado exenta de polémica. Desde hace años ha habido peticiones para trasladar o demoler el monumento, en casos extremos se ha llegado al vandalismo.
En noviembre de 2011 fueron arrancadas dos rocas de arenisca que mantienen en pie el monumento en sí y abandonadas en la hierba tras la estatua en sí.
A pesar de los intentos por reparar los daños, los ataques prosiguen con frecuencia
En 1995 varios organismos emprendieron una campaña sin éxito para demoler dicho monumento y erigir en su lugar una cruz celta conmemorativa o un monolito en homenaje a las víctimas de las expropiaciones forzosas.